# Philipston Marsh SAC
Philipston Marsh SAC este o arie protejată (arie specială de conservare — SAC, sit de importanță comunitară — SCI) din Irlanda întinsă pe o suprafață de 3,8 ha, integral pe uscat.

## Localizare
Centrul sitului Philipston Marsh SAC este situat la coordonatele 52°34′01″N 8°09′55″W / 52.566886°N 8.165381°V.

## Înființare
Situl Philipston Marsh SAC a fost declarat sit de importanță comunitară în iunie 2003 pentru a proteja un număr necunoscut de specii din flora spontană și fauna sălbatică aflate în arealul zonei. Situl a fost protejat și ca arie specială de conservare în aprilie 2016.

## Biodiversitate
Situată în ecoregiunea atlantică, aria protejată conține 2 habitate naturale: Mlaștini turboase de tranziție și turbării mișcătoare, Mlaștini alcaline.
La baza desemnării sitului se află un număr nedeclarat de specii protejate.